# バグラトゥニ朝アルメニア
バグラトゥニ朝アルメニア（アルメニア語: Բագրատունիների թագավորություն, Bagratunineri t’agavorut’yunまたはアルメニア語: Բագրատունյաց Հայաստան Bagratunyats Hayastan, 英語: Bagratid Kingdom of Armeniaまたは英語: Bagratid Armenia）は、885年にバグラトゥニ家のアショト1世によって建設された国家。

## 歴史

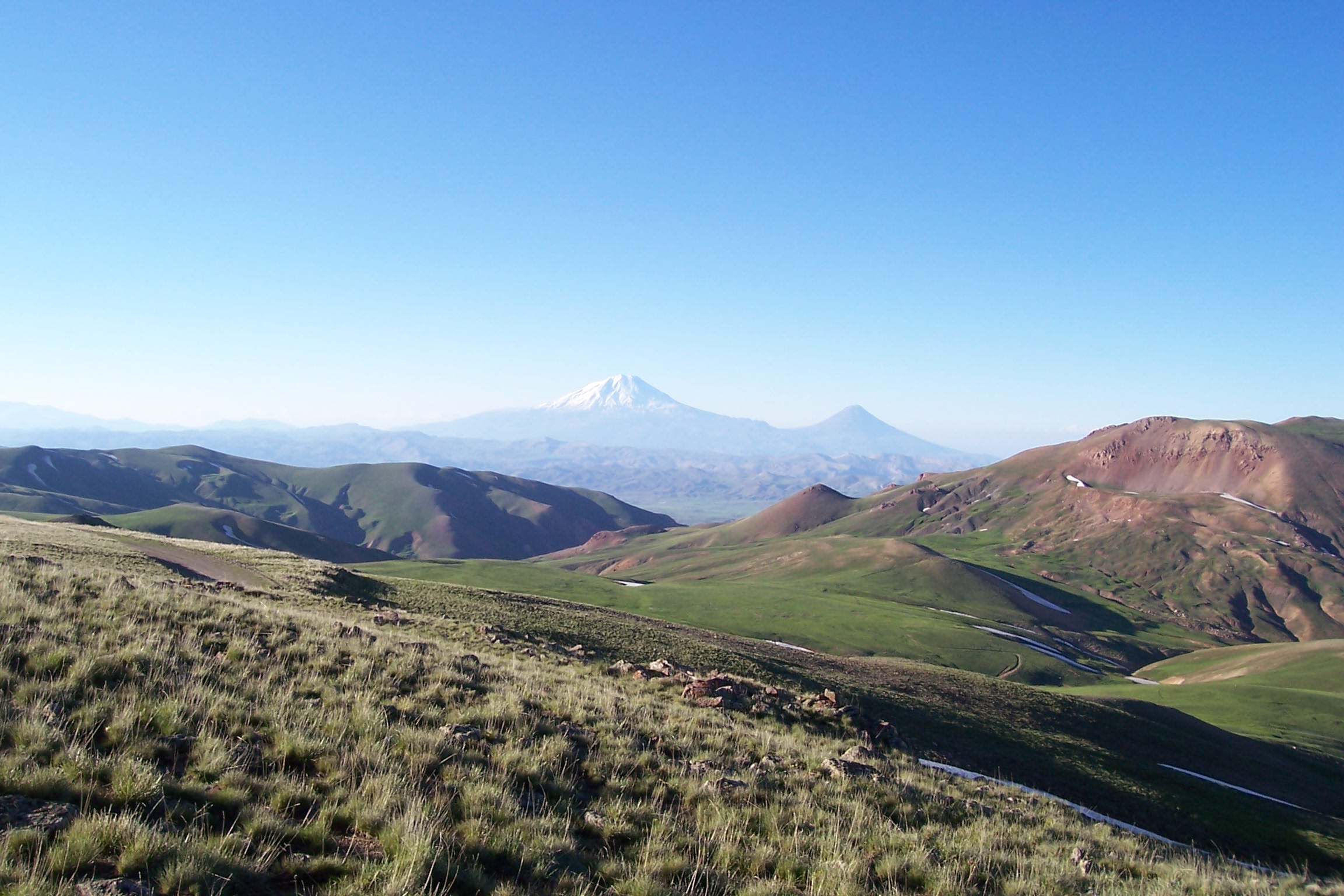
アララト山があるアルメニア高原

7世紀にはサーサーン朝が弱体化し、イスラーム教徒のアラブ人が台頭した。ウマイヤ朝は中東の広範な領域を征服し、640年にはアルメニアの領域に対して定期的な攻撃を開始した。アルメニア公テオドル・ルシュトゥニはカリフと和平条約を締結したが、長引くアラブ人や東ローマ帝国との戦争でアルメニアは荒廃した。661年にはアルメニアの指導者たちがイスラーム教徒の支配下に入ることで合意した。このアルメニア首長国の首都はドヴィンに置かれた。
バグラトゥニ朝の統治期間は、ヨーロッパでイングランド、フランス、ドイツが形成されつつある時期とほぼ同時期であった。アラブのウマイヤ朝とアッバース朝が大アルメニアを支配した約200年間の後、バグラトゥニ朝はアッバース朝と東ローマ帝国という2つの強大国に挟まれていたこの地域を支配した。

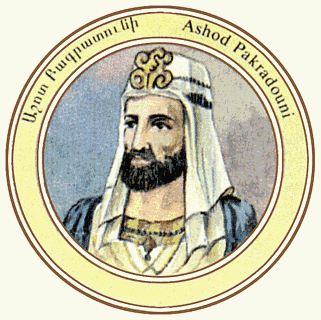
アショト1世

9世紀後半のアルメニアは権力の空白地帯にあり、スムバトの子アショト・バグラトゥニは支配領域を拡大させていった。884年にはカリフのムータミドがアショトに王冠を贈り、アショトはアショト1世（在位884年-890年）として戴冠。東ローマ帝国のバシレイオス1世もまたアショトに王冠を贈っている。これによってバグラトゥニ朝アルメニアが開始された。アショト1世はバガランを拠点とした。890年にはアショト1世が死去してスムバト1世（在位890年-914年）が即位したが、スムバト1世時代にはモハンマドによってドヴィンやナヒチェヴァンを奪われ、南部に自治王国が設立されてアルメニアは分裂しかかった。
928年に即位したアバス1世はカルスを首都とした。この時代のカルスには後に聖使徒教会としても知られるカルス大聖堂が建設されている。953年以降のアショト3世の統治下ではアニが王国の首都となり、アニは経済的・文化的な中心地に成長した。アニは「千と一の教会がある都」と表現され、最盛期には約100,000の人口を有したとされている。2016年には「アニの考古遺跡」がユネスコの世界遺産（文化遺産）に登録されている。
11世紀前半にはバグラトゥニ朝アルメニアは衰退して崩壊した。東ローマ皇帝バシレイオス2世が勝利してアルメニア南西部を東ローマ帝国に併合し、1022年にはホヴァネス・スムバトが死後に東ローマ帝国に対して王国を譲ることを約束した。しかし1041年にホヴァネス・スムバトが死去すると、後継者のガギク2世はアニを引き渡すことを拒否し、王国内外の脅威に対して1045年まで抵抗をつづけたが、最終的には東ローマ軍によって占領された。

## バグラトゥニ家

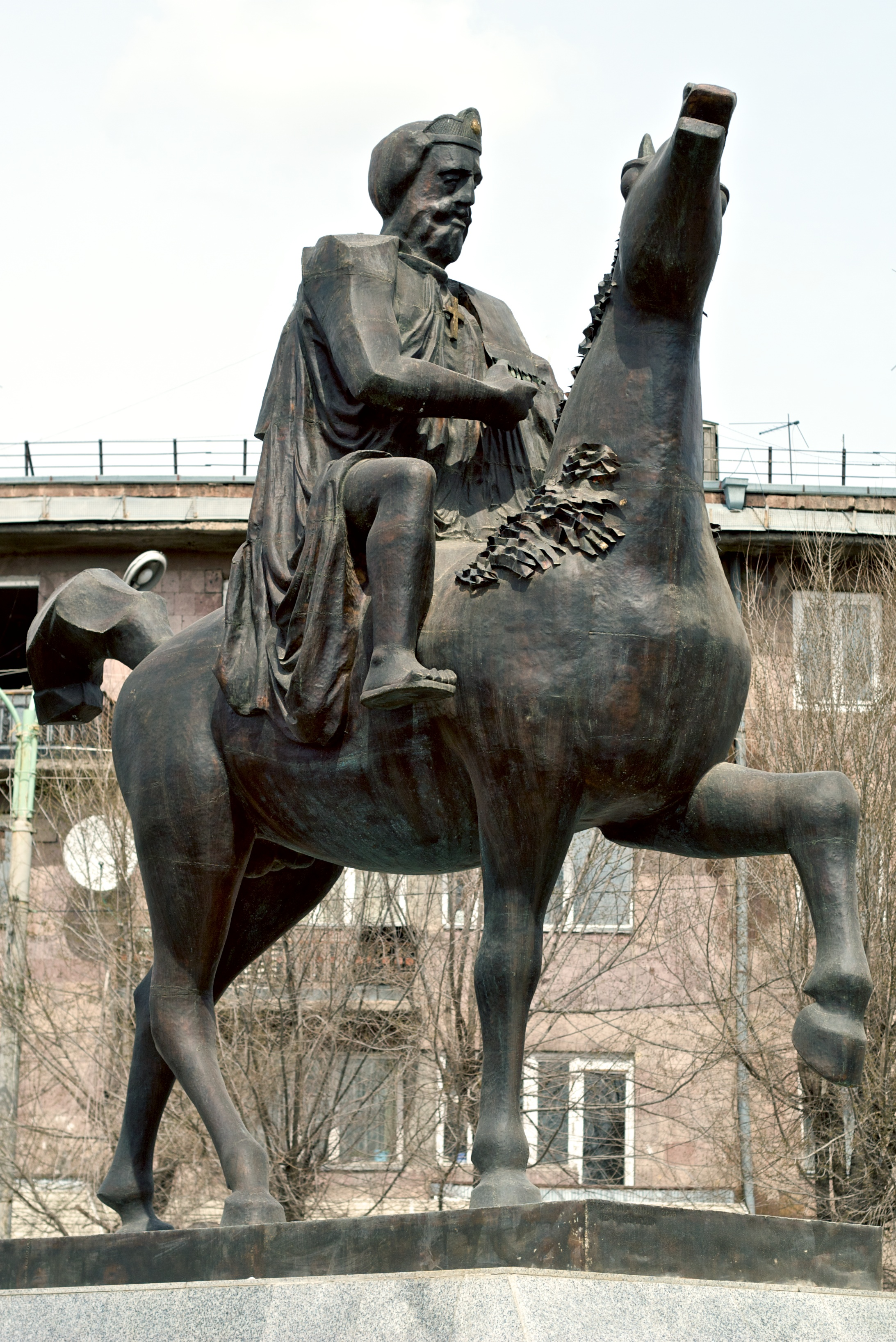
アショト3世

バグラトゥニ家は以下のように続いた。
- 884年-890年 アショト1世（英語版）
- 890年-914年 スムバト1世（英語版）
- 914年-928年 アショト2世（英語版）
- 928年-953年 アバス1世（英語版）
- 953年-977年 アショト3世（英語版）
- 977年-989年 スムバト2世（英語版）
- 989年-1020年 ガギク1世（英語版）
- 1020年-1040年 ホヴァネス・スムバト（英語版）（並立）
- 1021年-1039年 アショト4世（英語版）（並立）
- 1042年-1045年 ガギク2世（英語版）

## 首都
- 885年-890年 バガラン（英語版）
- 890年-929年 シラカヴァン（英語版）
- 929年-961年 カルス[13]
- 961年-1045年 アニ

## 関連文献
- Hovannisian, Richard G. (ed.) The Armenian People from Ancient to Modern Times, Volume I, The Dynastic Periods: From Antiquity to the Fourteenth Century. New York: Palgrave Macmillan, 1997. ISBN 978-0-312-10169-5.
- Grousset, René. Histoire de l'Arménie: des origines à 1071. Paris: Payot, 1947. （フランス語）
- Ter-Ghevondyan, Aram N. Արաբական Ամիրայությունները Բագրատունյաց Հայաստանում. Yerevan, Armenian SSR: Armenian Academy of Sciences, 1965. （アルメニア語）
- Toumanoff, Cyril. "Armenia and Georgia." Cambridge Medieval History. vol. vi: part 1. Cambridge: Cambridge University Press, 1966.
- Yuzbashyan, Karen. N. Армянские государства эпохи Багратндов и Византийa, IX-XI вв (The Armenian State in the Bagratuni and Byzantine Period, 9th-11th centuries). Moscow, 1988. （ロシア語）